# Jason Rowe
Jason Lee Rowe (Buffalo, 16 giugno 1978) è un ex cestista statunitense.
Ha giocato nel ruolo di playmaker.

## Carriera
Ha giocato dal 2008 al 2010 in Italia nelle file della Dinamo Sassari in Legadue. Il 13 giugno 2010 ha contribuito al raggiungimento della promozione in Serie A.

## Palmarès

### Individuale
- LNB Pro A MVP straniero: 1

Hyères-Toulon: 2005-06